# Kiểm soát ham muốn
Kiểm soát ham muốn là khả năng cưỡng lại sự cám dỗ tức thời để đạt được một mục đích có giá trị cao hơn sau này. Khả năng trí tuệ này còn được gọi là sức mạnh ý chí, tự kiềm chế hay làm chủ bản thân. Kiểm soát ham muốn được coi là một biểu hiện tâm lý tích cực của xã hội ngược lại với mất kiểm soát ham muốn là một biểu hiện tiêu cực.
Những kết quả của cuộc thí nghiệm "Kẹo bông ở trường đại học Stanford" cho thấy trẻ em kiểm soát ham muốn dễ đạt điểm cao trong học tập và thành đạt trong xã hội. Các cuộc thí nghiệm khác cũng chứng minh biểu hiện kiểm soát ham muốn chỉ có ở con người mà không thấy ở các loài vật khác.

## Các cuộc nghiên cứu
Cuộc thí nghiệm Kẹo bông ở trường đại học Stanford xảy ra và năm 1972 do Giáo sư Walter Mischel thuộc trường đại học Stanford California Hoa kỳ phụ trách. Được tiến hành tại nhà trẻ của trường và được theo dõi đến khi các em đã trưởng thành. Trong cuộc thí nghiệm một nhóm các em bốn tuổi, mỗi em được đưa vào căn phòng trống, được phát một viên kẹo bông và được hứa hẹn sẽ cho thêm một viên nữa với điều kiện em phải đợi hai mươi phút trước khi ăn viên kẹo thứ nhất. Có khoảng 600 em tham gia, một số các em đợi được hai mươi phút, một số lấy tay che mắt để không nhìn thấy viên kẹo nhưng một số chụp viên kẹo bỏ vào miệng ngay khi ông giáo sư vừa ra khỏi cửa. Sau này lên trung học các kết quả khác được đem ra so sánh thì thấy rằng các em chịu nhịn dễ thích ứng với hoàn cảnh xã hội, được tín nhiệm hơn và đạt điểm rất cao trong các kì thi chỉ số thông minh.